# 何国柱
何国柱（1922年11月13日—2017年10月9日），中国核物理学家，籍贯浙江省余姚县（今宁波市），为南开大学理论物理学主要奠基人之一。

## 简介
1945年，毕业于辅仁大学物理系，获学士学位。1951年，毕业于美国圣母大学，获得物理学博士学位。曾先后担任美国芝加哥大学费米物理研究所副研究员，美国佛罗里达州立大学副教授。
1956年回国，先后担任南开大学物理系教授，南开大学物理系主任。并担任有中国核学会天津分会第1届理事长，天津物理学会第1、第2和第3届副理事长。是中国民主促进会会员。
主要研究领域为原子核理论和电光学。擅长原子核物理的理论计算和模拟。著有多篇论文，如《重离子散射和反应的核分子轨道的理论》。

## 外部連結
- 物理学院历任和现任院系领导（页面存档备份，存于）